# Fleurac (Dordonha)
Fleurac é uma comuna francesa na região administrativa da Nova Aquitânia, no departamento Dordonha. Estende-se por uma área de 22 km². Em 2010 a comuna tinha 266 habitantes (densidade: 12,1 hab./km²).